# 진도연안해상교통관제센터
진도연안해상교통관제센터(珍島沿岸海上交通管制센터)는 대한민국 해양경찰청 서해지방해양경찰청 소속의 교통관제센터이다.
센터장은 방송통신사무관이나 해양수산사무관으로 보한다.